# Jonas H. Ingram
Jonas Howard Ingram (Jeffersonville, 15 ottobre 1886 – San Diego, 9 settembre 1952) è stato un ammiraglio statunitense, ufficiale della United States Navy durante la prima guerra mondiale e comandante della Flotta dell'Atlantico durante la seconda guerra mondiale.

## Biografia
Dopo aver studiato all'Accademia militare di Culver, in Indiana, nel 1903 entra nell'Accademia navale di Annapolis dove diventa anche un buon giocatore, e successivamente allenatore, di football.

### Carriera militare
Nel 1907, dopo essersi laureato, presta servizio in varie navi da combattimento.
Il 22 aprile 1914 prende parte nell'intervento americano nella rivoluzione messicana partecipando - a bordo della USS Arkansas (BB-33) - all'occupazione del porto di Veracruz.

### La Prima Guerra Mondiale
Durante la prima guerra mondiale viene insignito della Navy Cross per il servizio reso agli ordini del contrammiraglio Hugh Rodman, comandante della nona divisione della Flotta Atlantica americana.
Raggiunto il grado di comandante nel 1924 gli viene affidato il comando del cacciatorpediniere USS Stoddert (DD-302) e successivamente della USS Pennsylvania (BB-38).
Promosso capitano nel 1935 lavorò per qualche tempo come consigliere del Segretario alla Marina per poi tornare in mare al comando della nave da guerra USS Tennessee (BB-43).

### La Seconda Guerra Mondiale
Il 10 gennaio 1942 fu promosso retroammiraglio e nel settembre dello stesso anno fu nominato comandante delle forze americane dell'Atlantico Meridionale con il grado di viceammiraglio. Fu uno dei protagonisti della lotta contro i sommergibili tedeschi nell'Oceano Atlantico. A capo della Quarta Flotta, ebbe il compito di condurre una guerra senza tregua contro gli U-Boot dell'ammiraglio Dönitz al largo del Brasile e nell'Atlantico meridionale.
La Quarta Flotta era composta da quattro incrociatori leggeri, tra i quali l'Omaha, otto cacciatorpediniere ed altre unità minori, più dieci squadriglie di idrovolanti dislocate in diverse basi sulla costa brasiliana e di una squadriglia di bombardieri con base sull'isola di Ascensione. Oltre che contro i sommergibili tedeschi, Ingram si batté anche per bloccare le navi mercantili tedesche che tentarono di attraversare l'Atlantico per portare in Germania materie prime dall'Estremo Oriente.
Distintosi per l'abilità con la quale neutralizzò le incursioni degli  nazisti, il 15 novembre 1944 viene nominato comandante in capo della Flotta Atlantica con il grado di ammiraglio, sostituendo l'ammiraglio Royal Ingersoll.

### Dopo la fine della guerra
Congedato dalla carica di comandante in capo della Flotta Atlantica americana nel settembre 1946, il 1º aprile 1947 va in pensione dopo 44 anni di servizio.
Nominato commissario della All-America Football Conference, nel 1949 si dimette per diventare vicepresidente della Reynolds Metals Company.
Nell'agosto 1952 viene colpito da un infarto. Un secondo, fatale attacco di cuore lo colpisce nel settembre successivo mentre era ricoverato nell'Ospedale della Marina Militare americana di San Diego, in California.

## Curiosità
Il cacciatorpediniere USS Jonas Ingram (DD-938), varato nel 1956, è stato così nominato in suo onore.